# Slavcio Cervenkov
Slavcio Cervenkov (în bulgară Славчо Червенков; n. 18 septembrie 1955, Sofia, Republica Populară Bulgaria) este un luptător ce a reprezentat Bulgaria, medaliat olimpic. A participat la o ediție a Jocurilor Olimpice (1980) în care a câștigat o medalie de argint.

## Participări
Lista de mai jos prezintă principalele competiții la care a participat Slavcio Cervenkov de-a lungul carierei.
- wrestling at the 1980 Summer Olympics – men's freestyle 100 kg[*]